# 香港2012年7月
- 7月1日：香港特區第4屆行政長官梁振英及其管治團隊就任；同日七一遊行多人上街抗議。[1]
- 7月10日：尖東忌廉哥在南洋中心一帶失蹤25日，於8月5日始被尋回。
- 7月11日：發展局局長麥齊光上任個多星期，便因涉嫌於二十多年前騙取租金津貼，遭廉政公署拘捕，並辭去政府公職。[2]
- 7月12日：立法會在拉布過後，趕於立法年度結束前通過餘下的民生議案。是日《公司條例草案》主體法案三讀通過修訂，並在8月10日正式刊憲，預定2014年實施。但由於議員及輿論均未有關注有關收緊公司董事查冊之新增附例，而政府亦未有廣泛諮詢商界及傳媒。致使此例雖事涉營商及新聞自由，卻要到2013年1月政府預備「先通過，後修訂」各項附例，才引起香港以致國際輿論關注。[3]
- 7月14日：香港迪士尼樂園新主題園區灰熊山谷正式開幕。
- 7月18日：楊祥利因破產而依法辭去區議會民選議員職務。
- 7月20日：首屆香港中學文憑考試放榜。
- 7月24日：颱風韋森特吹襲香港，天文台發出21世紀以來首個十號颶風信號，138名市民受傷。風暴令香港多達8,800棵樹木遭吹倒，亦間接引發香港膠災。[4]

- 7月25日：金融管理局公佈新政策，本地銀行在8月1日起，可向非香港居民提供開設人民幣戶口及存款服務，而不受每日兌換人民幣上限的限制，僅跨境匯款需要內地部門批准。[5]
- 7月29日：民間反對國民教育科大聯盟發起反對德育及國民教育獨立成科遊行，多人參與。[6]
- 7月30日：16歲少年柴灣浮屍案。
- 7月31日：蘋果日報揭發新任發展局局長陳茂波涉嫌違規經營「劏房」。[7]